# 뢰스던

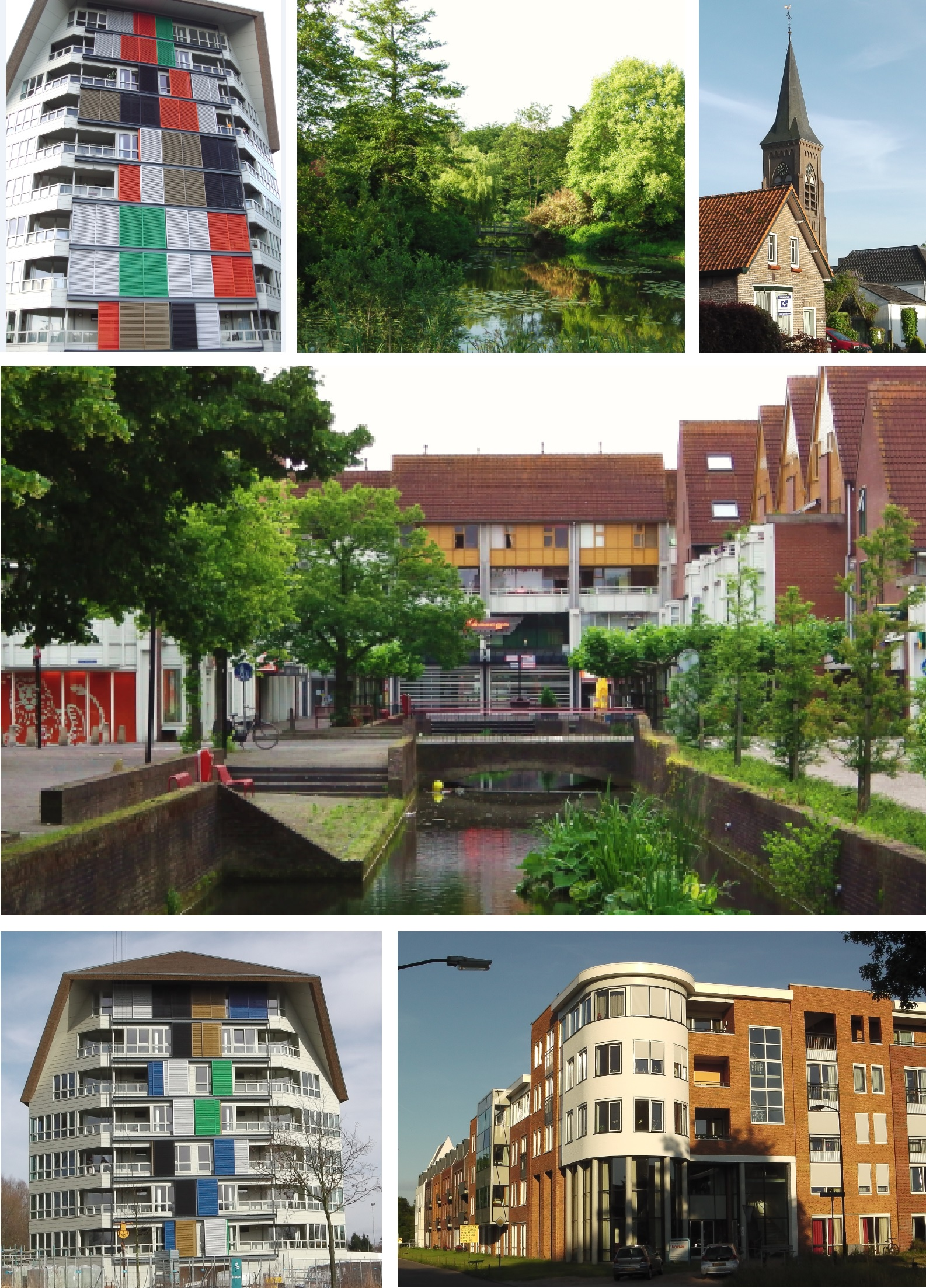
뢰스던

뢰스던의 위치

뢰스던(네덜란드어: Leusden)은 네덜란드 중부 위트레흐트주의 도시로 면적은 58.89km2, 높이는 3m, 인구는 29,762명(2017년 8월 기준), 인구 밀도는 508명/km2이다. 아메르스포르트에서 남동쪽으로 약 3km 정도 떨어진 곳에 위치하며 위트레흐트 언덕의 기슭에 분포하고 있는 숲, 황야에 둘러싸여 있다.

시기
시 문장